# Соня Скарфілд
Соня Скарфілд (до шлюбу Онишенко; 19 вересня 1928, Гаффорд, Саскатчеван, Канада — 14 червня 2018, Калгарі, Альберта, Канада) — канадська підприємиця, філантропка українського походження, співвласниця хокейного клубу «Калгарі Флеймс» з 1985 по 1994 рік. Друга жінка та перша канадійка, ім'я якої вигравіювано на Кубку Стенлі, коли «Калгарі Флеймс» стали чемпіонами НХЛ 1989 року.

## Біографія
Соня Онищенко народилася 1928 року у містечку Гаффорд, Саскатчеван, наймолодшою з чотирьох дітей у сім'ї українських мігрантів Івана Онищенка та Мотрі Ступки. Закінчила школу в Саскатуні та поступила до Саскачеванського університету. 1949 року отримала диплом бакалавра за спеціальністю лаборанта. Після цього провчилася ще один рік у Манітобському університеті та отримала диплом соціальної працівниці. З 1949 по 1951 рік працювала в Департаменті соціального забезпечення Реджайни, а з 1952 по 1955 рік — в такому ж департаменті Едмонтона.
24 липня 1954 року одружилася з підприємцем Ральфом Скарфілдом. Він входив до бізнесової групи, яка 1980 року придбала хокейний клуб «Атланта Флеймс» та перевезла його до Калгарі. Після його смерті 1985 року Соня успадкувала бізнес чоловіка і продовжила його справу. Була співвласницею «Калгарі Флеймс» до 1994 року.
Останні роки проживала в місті Калгарі, Альберта. Померла 14 червня 2018 року.